# Lista dos deputados federais de Santa Catarina - 55ª legislatura (2015 — 2019)
Lista dos deputados federais de Santa Catarina - 55ª legislatura (2015 — 2019). Foram eleitos em 5 de outubro de 2014.
| Nº | Deputado              | Partido                                            | Observação                                    |
| -- | --------------------- | -------------------------------------------------- | --------------------------------------------- |
| 1  | Esperidião Amin       | Partido Progressista (PP)                          |                                               |
| 2  | João Rodrigues        | Partido Social Democrático (PSD)                   |                                               |
| 3  | Mauro Mariani         | Partido do Movimento Democrático Brasileiro (PMDB) |                                               |
| 4  | Jorginho Mello        | Partido da República (PR)                          |                                               |
| 5  | Peninha               | Partido do Movimento Democrático Brasileiro (PMDB) |                                               |
| 6  | Pedro Uczai           | Partido dos Trabalhadores (PT)                     |                                               |
| 7  | Marco Tebaldi         | Partido da Social Democracia Brasileira (PSDB)     |                                               |
| 8  | João Paulo Kleinübing | Partido Social Democrático (PSD)                   |                                               |
| 9  | Jorge Boeira          | Partido Progressista (PP)                          |                                               |
| 10 | Valdir Colatto        | Partido do Movimento Democrático Brasileiro (PMDB) |                                               |
| 11 | Décio Lima            | Partido dos Trabalhadores (PT)                     |                                               |
| 12 | Cesar Souza           | Partido Social Democrático (PSD)                   | Assumiu em seu lugar a suplente Angela Albino |
| 13 | Celso Maldaner        | Partido do Movimento Democrático Brasileiro (PMDB) |                                               |
| 14 | Ronaldo Benedet       | Partido do Movimento Democrático Brasileiro (PMDB) |                                               |
| 15 | Carmen Zanotto        | Partido Popular Socialista (PPS)                   |                                               |
| 16 | Geovânia de Sá        | Partido da Social Democracia Brasileira (PSDB)     |                                               |